# Musikalien
Musikalien im engeren Sinne sind Druckerzeugnisse mit Noten von Werken der Musik und werden in der Alltagssprache meist einfach als Noten bezeichnet. Im weiteren Sinn sind Musikalien Handelswaren mit Bezug auf Musik, wie Noten, Musikinstrumente, Tonträger und Fachbücher.
Hergestellt werden Musikalien in der Regel von Musikverlagen; die Verbreitung findet über den Musikalienhandel statt. In diesem Zusammenhang verstehen sich als Musikalien im weiteren Sinne auch Notenhefte, musikpädagogische Literatur sowie musikalische Lernhilfen aller Art.

## Arten
- Partitur nennt man Notenwerke, in denen mehrstimmige Musikstücke so notiert sind, dass für jeden Mitwirkenden untereinander eine Stimme notiert ist. Sie wird vom Dirigenten zum Leiten einer Aufführung benutzt, dient aber auch dem Studium des Werkes oder dem Mitlesen.
- Stimme nennt man jene Blätter oder Hefte, die jeweils nur eine einzelne Stimme für einen Mitwirkenden enthalten.
- Einen kompletten Satz aller Stimmen für ein Orchesterwerk nennt man Orchestermaterial.
- Klavierauszug heißt eine Zusammenfassung eines Werkes für Klavier, wobei Solostimmen und eventuell auch Chorstimmen jedoch trotzdem extra gedruckt werden.
- Chorpartitur ist eine Partitur, die alle Chorstimmen, nicht aber allfällige Begleitung umfasst.
- Lehrwerke, wie Schulen (Anleitung zum Erlernen eines Musikinstrumentes), Etüdensammlungen, Lehr-, Lern- und Übehilfen etc.
- Autograph ist eine handschriftliche Aufzeichnung des Komponisten (meist ein Faksimile).
- Notenabschriften (insbesondere Orchesterstimmen) wurden früher von Hand durch einen Notenkopisten hergestellt.

## Musikalien und Urheberrecht
Als geistiges Eigentum unterliegen auch musikalische Kompositionen dem Urheberrecht. Das Notenbild selbst ist allerdings nur gemeinsam mit der Komposition geschützt, deren Schutz im Allgemeinen 70 Jahre nach dem Tod des Urhebers endet.

## Deutscher Markt
2009 waren auf dem deutschen Markt etwa 300.000 Notenausgaben lieferbar, jährlich erscheinen rund 7000 neu. Die Musikverlage erzielen damit einen Jahresumsatz von etwa 630 Millionen Euro, das sind etwa 15 Prozent ihrer Gesamtumsätze.

## Neuere Entwicklungen
Vom Profimusiker-Bereich her kommen in den letzten Jahren Versuche, Musikalien in Papierform durch den Einsatz neuer Techniken ganz oder teilweise zu ersetzen. Im Jahr 2000 begannen die Bamberger Symphoniker einen kurzlebigen Versuch, in Konzerten mit speziell ausgestatteten Laptops auf den Notenpulten zu spielen. Ab 2012 spielte die Brüsseler Philharmonie von Tablets; die von einem Hersteller gesponserte Aktion dient der Weiterentwicklung von Hard- und Software, soll aber auch zu Kosteneinsparungen führen.